# Mtunguru (Igunga)
Mtunguru ist ein Verwaltungsbezirk (englisch Ward) des Distrikts Igunga in der tansanischen Region Tabora.

## Geografie
Mtunguru ist ein ländlicher Bezirk im westlichen Teil des zentralen Hochlands von Tansania, etwa 30 Kilometer Luftlinie südwestlich der Distrikthauptstadt Igunga.  Bei der Volkszählung 2022 lebten 6843 Menschen in 826 Haushalten auf einer Fläche von 121 Quadratkilometern.

Der Bezirk grenzt an sieben Bezirke des Distrikts Igunga:
| Sungwizi  | Bukoko                                      | Nguvumoja |
| Mwamala   | Kompassrose, die auf Nachbargemeinden zeigt | Lugubu    |
| Tambalale | Itumba                                      |           |

## Gliederung
Der Bezirk besteht aus vier Gemeinden (swahili Mtaa) mit 16 Orten (Kitongoji):
| Mtunguru - Kagongonyale - Mwanyenyeka - Kasela - Shuleni | Mwajinjama - Shuleni - Mtekente - Mwajinjama - Mashimba - Kazamoyo | Maguguni - Maguguni - Ishelui - Igombanilo - Mongondama | Mangungu - Itwelyamuli - Igalukilo - Bugembe |